# Collegio elettorale di Merano (Senato della Repubblica)
Il collegio di Merano fu un collegio elettorale uninominale della Repubblica Italiana appartenente alla Circoscrizione Trentino-Alto Adige; fu utilizzato per eleggere un senatore della Repubblica dalla XI alla XVII legislatura.

## Storia
Il collegio nacque nel 1992 in base a quanto stabilito dalla legge n. 422 del 30 dicembre 1991 (Elezioni del Senato della Repubblica per l'attuazione della misura 111 a favore della popolazione alto-atesina); il collegio venne creato secondo la legge n. 29 del 6 febbraio 1948 la quale, pur basandosi sull'impianto proporzionale in vigore per la Camera, rispetto a quest'ultima conteneva alcuni piccoli correttivi in senso maggioritario. Tale legge ebbe il suo definitivo perfezionamento col Testo Unico n°361 del 1957. Differentemente dalla Camera, la legge elettorale del Senato si articolava su base regionale, seguendo il dettato costituzionale (art.57). Ogni Regione era suddivisa in tanti collegi uninominali quanti erano i seggi ad essa assegnati. All'interno di ciascun collegio, veniva eletto il candidato che avesse raggiunto il quorum del 65% delle preferenze: tale soglia, oggettivamente di difficilissimo conseguimento, tradiva l'impianto proporzionale su cui era concepito anche il sistema elettorale della Camera Alta. Qualora, come normalmente avveniva, nessun candidato avesse conseguito l'elezione, i voti di tutti i candidati venivano raggruppati in liste di partito a livello regionale, dove i seggi venivano allocati utilizzando il metodo D'Hondt delle maggiori medie statistiche e quindi, all'interno di ciascuna lista, venivano dichiarati eletti i candidati con le migliori percentuali di preferenza.
Nel 1993, con la cosiddetta Legge Mattarella (Legge n. 276, Norme per l'elezione del Senato della Repubblica), attuata in seguito al referendum abrogativo del 1993, venne istituito per la Camera dei deputati e per il Senato della Repubblica un sistema di elezione misto, in parte maggioritario e in parte proporzionale. Il 75% dei parlamentari dell'assemblea veniva eletto in collegi uninominali tramite sistema maggioritario a turno unico; il restante 25% al Senato veniva eletto tramite recupero proporzionale dei più votati non eletti attraverso un meccanismo di calcolo denominato "scorporo", cioè sottraendo dal conteggio dei voti totali di una lista nella parte proporzionale i voti ottenuti dai candidati collegati alla medesima lista che erano eletti nei collegi uninominali con il sistema maggioritario.
Diversamente dal resto d'Italia, in Trentino-Alto Adige i collegi non vennero aboliti con la promulgazione della legge elettorale successiva, la cosiddetta Legge Calderoli, che per il resto d'Italia prevedeva un sistema proporzionale con premio di maggioranza, che al Senato veniva attribuito a livello regionale. Il Trentino-Alto Adige continuò pertanto fino all'attuale Legge Rosato ad eleggere i deputati con collegi uninominali, mantenuti seppur con nome diverso all'interno della Legge Rosato.

## 1992-1993

### Territorio
Il collegio di Merano era uno dei 6 collegi uninominali in cui era suddiviso il Trentino-Alto Adige; come previsto dalla Legge del 30 dicembre 1991 n. 422, comprendeva i seguenti comuni: Andriano, Avelengo, Caines, Castelbello-Ciardes, Cermes, Curon Venosta, Gargazzone, Glorenza, Laces, Lagundo, Lana, Lasa, Lauregno, Malles Venosta, Marlengo, Martello, Meltina, Merano, Moso in Passiria, Nalles, Naturno, Parcines, Plaus, Postal, Prato allo Stelvio, Proves, Rifiano, San Genesio Atesino, San Leonardo in Passiria, San Martino in Passiria, San Pancrazio, Sarentino, Scena, Senales, Senale-San Felice, Silandro, Sluderno, Stelvio, Terlano, Tesimo, Tirolo, Tubre, Ultimo e Verano.

#### XI legislatura
|                               | Roland Riz ✔️ Eletto         | Partito Popolare Sudtirolese         | 52 393 | 70,03 |  |  |  |  |  |
|                               | Alfons Holzer                | Federalismo - Pensionati Uomini Vivi | 4 707  | 6,29  |  |  |  |  |  |
|                               | Enzo Nicolodi                | Federazione dei Verdi                | 4 331  | 5,79  |  |  |  |  |  |
|                               | Renzo Baldessarelli          | Democrazia Cristiana                 | 3 408  | 4,56  |  |  |  |  |  |
|                               | Gabriella Lesandrini Minniti | Movimento Sociale Italiano           | 3 132  | 4,19  |  |  |  |  |  |
|                               | Giuseppe Maestri             | Partito Socialista Italiano          | 2 440  | 3,26  |  |  |  |  |  |
|                               | Rino Zeni                    | Lega Nord                            | 1 738  | 2,32  |  |  |  |  |  |
|                               | Gianni Lanzinger             | Senza Confini                        | 1 221  | 1,63  |  |  |  |  |  |
|                               | Giancarmine Tollis           | Partito Repubblicano Italiano        | 951    | 1,27  |  |  |  |  |  |
|                               | Paolo Savio                  | Partito Liberale Italiano            | 494    | 0,66  |  |  |  |  |  |
| Totale                        | Totale                       | Totale                               | 74 815 | 100   |  |  |  |  |  |
|                               |                              |                                      |        |       |  |  |  |  |  |
| Voti non validi               | Voti non validi              | Voti non validi                      | 4 952  | 6,21  |  |  |  |  |  |
| Votanti                       | Votanti                      | Votanti                              | 79 767 | 90,35 |  |  |  |  |  |
| Elettori                      | Elettori                     | Elettori                             | 88 284 |       |  |  |  |  |  |
|                               |                              |                                      |        |       |  |  |  |  |  |
| Data: 5 aprile 1992           |                              |                                      |        |       |  |  |  |  |  |
| Fonte: Ministero dell'interno |                              |                                      |        |       |  |  |  |  |  |

## 1993-2017

### Territorio
Il collegio di Merano era uno dei 6 collegi uninominali in cui era suddiviso il Trentino-Alto Adige; come previsto dal D.Lgs. del 20 dicembre 1993 n. 535, comprendeva i seguenti comuni: Andriano, Avelengo, Caines, Castelbello-Ciardes, Cermes, Curon Venosta, Gargazzone, Glorenza, Laces, Lagundo, Lana, Lasa, Lauregno, Malles Venosta, Marlengo, Martello, Meltina, Merano, Moso in Passiria, Nalles, Naturno, Parcines, Plaus, Postal, Prato allo Stelvio, Proves, Rifiano, San Genesio Atesino, San Leonardo in Passiria, San Martino in Passiria, San Pancrazio, Sarentino, Scena, Senales, Senale-San Felice, Silandro, Sluderno, Stelvio, Terlano, Tesimo, Tirolo, Tubre, Ultimo e Verano.

### Eletti
| Elezione | Elezione | Senatore        | Partito                                                              |
| -------- | -------- | --------------- | -------------------------------------------------------------------- |
|          | 1994     | Roland Riz      | Südtiroler Volkspartei                                               |
|          | 1996     | Armin Pinggera  | L'Abete-Südtiroler Volkspartei-Partito Autonomista Trentino Tirolese |
|          | 2001     | Alois Kofler    | Südtiroler Volkspartei                                               |
|          | 2006     | Manfred Pinzger | Südtiroler Volkspartei                                               |
|          | 2008     | Manfred Pinzger | Südtiroler Volkspartei                                               |
|          | 2013     | Karl Zeller     | Südtiroler Volkspartei                                               |

### Dati elettorali

#### XII legislatura
|                               | Roland Riz ✔️ Eletto         | Südtiroler Volkspartei       | 55 681 | 75,40 |  |  |  |  |  |
|                               | Giunio Alessandro Tanchis    | Polo delle Libertà           | 6 066  | 8,21  |  |  |  |  |  |
|                               | Federico Steinhaus           | Autonomia Democrazia         | 5 468  | 7,40  |  |  |  |  |  |
|                               | Gabriella Lesandrini Minniti | Alleanza Nazionale           | 5 190  | 7,03  |  |  |  |  |  |
|                               | Elfriede Hofer Christofolini | Partito della Legge Naturale | 1 441  | 1,95  |  |  |  |  |  |
| Totale                        | Totale                       | Totale                       | 73 846 | 100   |  |  |  |  |  |
|                               |                              |                              |        |       |  |  |  |  |  |
| Voti non validi               | Voti non validi              | Voti non validi              | 7 792  | 9,54  |  |  |  |  |  |
| Votanti                       | Votanti                      | Votanti                      | 81 638 | 88,89 |  |  |  |  |  |
| Elettori                      | Elettori                     | Elettori                     | 91 838 |       |  |  |  |  |  |
|                               |                              |                              |        |       |  |  |  |  |  |
| Data: 27-28 marzo 1994        |                              |                              |        |       |  |  |  |  |  |
| Fonte: Ministero dell'interno |                              |                              |        |       |  |  |  |  |  |

#### XIII legislatura
|                               | Armin Pinggera ✔️ Eletto    | L'Abete (SVP - PATT)         | 49 947 | 66,52 |  |  |  |  |  |
|                               | Luigi Montali               | Polo per le Libertà          | 8 387  | 11,17 |  |  |  |  |  |
|                               | Alfons Benedikter           | Union für Südtirol           | 7 847  | 10,45 |  |  |  |  |  |
|                               | Romano Cavini               | L'Ulivo                      | 6 556  | 8,73  |  |  |  |  |  |
|                               | Roberto Giordani            | Lega Nord                    | 1 525  | 2,03  |  |  |  |  |  |
|                               | Elfriede Cristofolini Hofer | Partito della Legge Naturale | 828    | 1,10  |  |  |  |  |  |
| Totale                        | Totale                      | Totale                       | 75 090 | 100   |  |  |  |  |  |
|                               |                             |                              |        |       |  |  |  |  |  |
| Voti non validi               | Voti non validi             | Voti non validi              | 5 554  | 6,89  |  |  |  |  |  |
| Votanti                       | Votanti                     | Votanti                      | 80 644 | 85,08 |  |  |  |  |  |
| Elettori                      | Elettori                    | Elettori                     | 94 790 |       |  |  |  |  |  |
|                               |                             |                              |        |       |  |  |  |  |  |
| Data: 21 aprile 1996          |                             |                              |        |       |  |  |  |  |  |
| Fonte: Ministero dell'interno |                             |                              |        |       |  |  |  |  |  |

#### XIV legislatura
|                               | Alois Kofler ✔️ Eletto   | Südtiroler Volkspartei               | 50 847  | 67,45 |  |  |  |  |  |
|                               | Rudolf Schopf            | L'Ulivo                              | 9 760   | 12,95 |  |  |  |  |  |
|                               | Gilberto Giottoli        | Casa delle Libertà                   | 9 064   | 12,02 |  |  |  |  |  |
|                               | Eva Trockner Gutweniger  | Die Freiheitlichen                   | 3 162   | 4,19  |  |  |  |  |  |
|                               | Carmen Ciocchetti        | Lista di Pietro                      | 1 324   | 1,76  |  |  |  |  |  |
|                               | Carmen Benelli in Grasso | Partito della Rifondazione Comunista | 625     | 0,83  |  |  |  |  |  |
|                               | Umberto Adami            | Pannella-Bonino                      | 604     | 0,80  |  |  |  |  |  |
| Totale                        | Totale                   | Totale                               | 75 386  | 100   |  |  |  |  |  |
|                               |                          |                                      |         |       |  |  |  |  |  |
| Voti non validi               | Voti non validi          | Voti non validi                      | 8 556   | 10,19 |  |  |  |  |  |
| Votanti                       | Votanti                  | Votanti                              | 83 942  | 83,30 |  |  |  |  |  |
| Elettori                      | Elettori                 | Elettori                             | 100 773 |       |  |  |  |  |  |
|                               |                          |                                      |         |       |  |  |  |  |  |
| Data: 13 maggio 2001          |                          |                                      |         |       |  |  |  |  |  |
| Fonte: Ministero dell'interno |                          |                                      |         |       |  |  |  |  |  |

#### XV legislatura
|                               | Manfred Pinzger ✔️ Eletto | Südtiroler Volkspartei | 47 914 | 59,76 |  |  |  |  |  |
|                               | Georg Schedereit          | L'Unione               | 16 942 | 21,13 |  |  |  |  |  |
|                               | Patrizia Orio Ancilla     | Casa delle Libertà     | 8 517  | 10,62 |  |  |  |  |  |
|                               | Oswald Angerer            | Die Freiheitlichen     | 4 994  | 6,23  |  |  |  |  |  |
|                               | Mario Coen Belinfanti     | Fiamma Tricolore       | 1 212  | 1,51  |  |  |  |  |  |
|                               | Guido Gremmi              | Partito Pensionati     | 600    | 0,75  |  |  |  |  |  |
| Totale                        | Totale                    | Totale                 | 80 179 | 100   |  |  |  |  |  |
|                               |                           |                        |        |       |  |  |  |  |  |
| Voti non validi               | Voti non validi           | Voti non validi        | 4 177  | 4,95  |  |  |  |  |  |
| Votanti                       | Votanti                   | Votanti                | 84 356 | 86,73 |  |  |  |  |  |
| Elettori                      | Elettori                  | Elettori               | 97 265 |       |  |  |  |  |  |
|                               |                           |                        |        |       |  |  |  |  |  |
| Data: 9-10 aprile 2006        |                           |                        |        |       |  |  |  |  |  |
| Fonte: Ministero dell'interno |                           |                        |        |       |  |  |  |  |  |

#### XVI legislatura
|                               | Manfred Pinzger ✔️ Eletto     | Südtiroler Volkspartei       | 42 138 | 53,74 |  |  |  |  |  |
|                               | Karl Trojer                   | Partito Democratico          | 9 574  | 12,21 |  |  |  |  |  |
|                               | Oswald Angerer                | Die Freiheitlichen           | 8 640  | 11,02 |  |  |  |  |  |
|                               | Patrizia Orio Ancilla         | Il Popolo della Libertà      | 7 947  | 10,14 |  |  |  |  |  |
|                               | Christina Agnes Taraboi Blaas | Union für Südtirol           | 5 047  | 6,44  |  |  |  |  |  |
|                               | Sigmund Kripp                 | La Sinistra l'Arcobaleno     | 3 042  | 3,88  |  |  |  |  |  |
|                               | Franco Mario Biasi            | La Destra - Fiamma Tricolore | 969    | 1,24  |  |  |  |  |  |
|                               | Alessandro Folchini           | Unione di Centro             | 848    | 1,08  |  |  |  |  |  |
|                               | Carmen Ciocchetti             | Partito Socialista           | 202    | 0,26  |  |  |  |  |  |
| Totale                        | Totale                        | Totale                       | 78 407 | 100   |  |  |  |  |  |
|                               |                               |                              |        |       |  |  |  |  |  |
| Voti non validi               | Voti non validi               | Voti non validi              | 4 650  | 5,60  |  |  |  |  |  |
| Votanti                       | Votanti                       | Votanti                      | 83 057 | 83,95 |  |  |  |  |  |
| Elettori                      | Elettori                      | Elettori                     | 98 934 |       |  |  |  |  |  |
|                               |                               |                              |        |       |  |  |  |  |  |
| Data: 13-14 aprile 2008       |                               |                              |        |       |  |  |  |  |  |
| Fonte: Ministero dell'interno |                               |                              |        |       |  |  |  |  |  |

#### XVII legislatura
|                               | Karl Zeller ✔️ Eletto    | Südtiroler Volkspartei              | 42 667  | 53,50 |  |  |  |  |  |
|                               | Sigmar Stocker           | Die Freiheitlichen                  | 14 016  | 17,57 |  |  |  |  |  |
|                               | Cristina Anna Berta Kury | Verdi-Grüne-Vërc                    | 6 122   | 7,68  |  |  |  |  |  |
|                               | Karl Trojer              | Partito Democratico                 | 4 319   | 5,42  |  |  |  |  |  |
|                               | Alex Janes               | Il Popolo della Libertà - Lega Nord | 3 908   | 4,90  |  |  |  |  |  |
|                               | Alessandro Borzaga       | Movimento 5 Stelle                  | 3 807   | 4,77  |  |  |  |  |  |
|                               | Giorgio Balzarini        | Scelta Civica                       | 3 630   | 4,55  |  |  |  |  |  |
|                               | David Augscheller        | Rivoluzione Civile                  | 656     | 0,82  |  |  |  |  |  |
|                               | Giulio Maria Diamanti    | La Destra                           | 370     | 0,46  |  |  |  |  |  |
|                               | Enrico Hell              | L'Alto Adige nel Cuore              | 256     | 0,32  |  |  |  |  |  |
| Totale                        | Totale                   | Totale                              | 79 751  | 100   |  |  |  |  |  |
|                               |                          |                                     |         |       |  |  |  |  |  |
| Voti non validi               | Voti non validi          | Voti non validi                     | 3 202   | 3,86  |  |  |  |  |  |
| Votanti                       | Votanti                  | Votanti                             | 82 953  | 81,43 |  |  |  |  |  |
| Elettori                      | Elettori                 | Elettori                            | 101 875 |       |  |  |  |  |  |
|                               |                          |                                     |         |       |  |  |  |  |  |
| Data: 24-25 febbraio 2013     |                          |                                     |         |       |  |  |  |  |  |
| Fonte: Ministero dell'interno |                          |                                     |         |       |  |  |  |  |  |